# Стјепан Држислав
Стјепан Држислав (лат. Dirzislaus; умро 997) је био хрватски краљ из династије Трпимировића. Владао је од 969. до 997. године. Његова владавина представља једну од најдужих владавина у хрватској историји. 

## Биографија
Стјепан Држислав је био син Михаила Крешимира II и његове супруге, Јелене Славне. У време смрти свога оца, Стјепан је био малолетан те је од 969. године до своје смрти, 8. октобра 976. године, као регент Хрватске деловала његова мајка, Јелена. Стјепан је подржавао византијског цара Василија II у његовој борби против цара Самуила (устанак комитопула). Самуило је напао земљу Стјепана и освојио територије између реке Дрине и Босне. Самуило је Држиславу слао и посланике који су преговарали о склапању мира и савеза против Византије. Стјепан их је примио у Клису. Према речима сплитског надбискупа Мартина, Стјепан је 994. године прикупио новац за изградњу цркве Светог Михаила у Солину. Византијски цар га је наградио титулом епарха Далмације што му је дало формалну власт над темом Далмацијом. Од стране архиепископа, Стјепан је 988. године крунисан за краља у Сплиту. Стјепан је повратио територије у Далмацији које је од Византије изгубио краљ Трпимир II. Далмација је тада обухватала градове Крк, Осор, Раб, Задар, Трогир и Сплит. 
Млетачки дужд Пјетро II Орсеоло престао је 996. године да плаћа порез хрватском краљу што је довело до обнове непријатељстава. Стјепан је, заједно са српским племеном Неретљана, обновио и поморске сукобе са млетачким бродовима. На мору није имао успеха. Дужд је одбио његове захтеве за исплату пореза те је рат настављен. Држислав је умро убрзо након тога. Непосредно пред смрт именовао је свог најстаријег сина Светослава за војводу и савладара. Светослав је по Држиславовој жељи требало да наследи престо. Сем Светослава, Стјепан је имао још двојицу синова: Крешимира и Гојислава. Сва тројица су испољила претензије за хрватском круном након очеве смрти.

## Породично стабло
|  |                        |  |  |  |  |  |  |  |  |  |  |  |  |  |  |  |
|  | 2. Михаило Крешимир II |  |  |  |  |  |  |  |  |  |  |  |  |  |  |  |
|  |                        |  |  |  |  |  |  |  |  |  |  |  |  |  |  |  |
|  |                        |  |  |  |  |  |  |  |  |  |  |  |  |  |  |  |
|  | 1. Стјепан Држислав    |  |  |  |  |  |  |  |  |  |  |  |  |  |  |  |
|  |                        |  |  |  |  |  |  |  |  |  |  |  |  |  |  |  |
|  |                        |  |  |  |  |  |  |  |  |  |  |  |  |  |  |  |
|  | 3. Јелена Славна       |  |  |  |  |  |  |  |  |  |  |  |  |  |  |  |
|  |                        |  |  |  |  |  |  |  |  |  |  |  |  |  |  |  |
|  |                        |  |  |  |  |  |  |  |  |  |  |  |  |  |  |  |